# パイゾ・パブリッシング
パイゾ・パブリッシング（パイゾ出版、Paizo Publishing）は、ワシントン州レドモンドにあるアメリカの出版社で、「世界最古のファンタジー・ロールプレイングゲーム」（『ダンジョンズ&ドラゴンズ』）と、その代表的な派生ゲームと背景設定である『パスファインダー』のゲーム補助製品やアドベンチャーを専門に扱っている。2014年に社名を「パイゾ株式会社」(Paizo Inc.)に変更した。また、ロールプレイングゲーム、ゲーム補助製品、ボードゲーム、マンガ単行本、玩具、衣料品などを販売するオンラインショップも運営しており、インターネットコミュニティも運営している。パイゾの現在のCEOはリサ・スティーブンスである。

## D&Dと『パスファインダー』
以前は、ウィザーズ・オブ・ザ・コーストからライセンスを受けて『ドラゴン』誌と『ダンジョン』誌を制作し発行していた。発行者のエリック・モナは『ドラゴン』誌の元編集長である。ダンジョンの元編集長ジェイムズ・ジェーコブスは、現在はクリエイティブディレクターとして、パスファインダーの様々なアクセサリーを監督している。2007年初頭、ライセンスが失効し、2007年9月から更新されないことが発表された。
パイゾは2008年3月18日、『パスファインダーRPG』を発売すると発表した。新製品ラインを通じて、パイゾが3.5版のシステムリファレンスドキュメント(SRD)を（ウィザーズ・オブ・ザ・コーストのオーブンゲームライセンスの下で）修正、更新、保守、公開する。『パスファインダーRPG』は、パイゾの「パスファインダー・クロニクルズ」キャンペーン設定もサポートすることになる。2008年3月、パイゾは「パスファインダーソサエティ・オーガナイズドプレイ」と呼ばれる組織的なプレイ計画を導入することも発表した。この計画はRPGAの「リビング」キャンペーンを大まかなひな形にしたものである。毎年28本のシナリオがリリースされており（毎月2本、7月と8月に各4本）、会員が購入できるようになっている。シナリオは4～5時間以内に完結させることを目的とした、短いアドベンチャーである。
パイゾの主力商品であるパスファインダー・アドベンチャー・パスは、『ダンジョン』誌で紹介されたアドベンチャー・パスの概念を継承している。パスファインダーのキャンペーン設定を舞台にした追加商品として、パスファインダー・モジュール(※2Eではパスファインダー・アドベンチャー)、パスファインダー・クロニクル(※2Eではロストオーメン)、パスファインダー・テイルズ・ノベルズ、パスファインダー・プレイヤー・コンパニオンなどがある。

## その他の製品
2003年には隔月刊誌『Undefeated』の制作を開始し、2004年にはサイエンスフィクションの老舗雑誌アメージング・ストーリーズを復活させた。この2つの出版物は2005年に休刊となり、最終的には2006年に廃刊された。
他のパイゾ製品には、「タイタニックゲームズ」系列のボードゲーム「キル・ドクター・ラッキー」、古典的なファンタジー、サイエンスフィクション、サイエンスファンタジー小説の「プラネットストーリー」系列などがある。
2016年5月、パイゾーは2017年8月に出版予定の新作SFロールプレイングゲーム『スターファインダーロールプレイングゲーム』を発表した。このゲームは2017年8月17日に発売された。パスファインダーとスターファインダーはスカイメタルとスターメタルの間で同名のものがある事から共通の設定の中にあると思われるが、平行世界であり登場するアザータ(※ヤザタが元になっている)に違いがある。